# Tour della nazionale maschile di rugby a 15 del Belgio 1988
Nel 1988 la Nazionale di rugby a 15 del Belgio visita l'Argentina. Non vengono disputati test Match ufficiali. Poi disputa un Test con l'Uruguay

## Risultati
| Buenos Aires 17 agosto 1988 | Invitacion XV | 46 – 3 | Belgio XV | Gen. Belgrano |

| Neuquen 21 agosto 1988 | Un. Alto valle de Rio negro | 18 – 16 | Belgio XV |  |

| Santiago de l'estero 25 agosto 1988 | San Juan | 23 – 12 | Belgio XV |  |

| Salta 28 agosto 1988 | Salta | 19 – 12 | Belgio XV |  |

| Resistencia 31 agosto 1988 | Noroeste | 31 – 13 | Belgio XV |  |

| Montevideo 3 settembre 1988 | Uruguay | 39 – 13 | Belgio |  |